# Gielis Panhedel
Pour les articles homonymes, voir Van den Bossche.
Gielis (ou Gillis) Panhedel, dit Gielis van den Bossche (ou Gilken van den Booeske), né à Bruxelles vers 1490 et mort après 1557, est un artiste peintre brabançon du XVIe siècle.

## Biographie
Lui-même fils de peintre, le père de Gielis est l'artiste Aert (ou Harnoult) Panhedel, surnommé Aert van den Bossche car originaire de Bois-le-Duc (’s-Hertogenbosch), ville natale de Jérôme Bosch.
Gielis a probablement été l'élève de son père - actif à Bruges en 1505 - avant d'intégrer, au début des années 1510, l'atelier de Bosch à Bois-le-Duc. C'est dans cette même ville qu'il épouse, avant 1522, Yda de Greve, fille du patricien Hendrick Martenszoen de Greve. Celui-ci est le frère de l'échevin Marten de Greve. C'est à la demande de ce dernier que Gielis réalise, entre 1521 et 1523, certains des panneaux du retable de la Confrérie Notre-Dame à l'église Saint-Jean.
Par la suite, Panhedel est actif à Bruxelles. En 1528, il réalise un tableau commémoratif destiné à être placé près de la tombe du prêtre Jan de Merck dans l'église Saint-Pierre d'Anderlecht. Il est encore signalé à Bruxelles en 1545-1546. La date de sa mort est inconnue, mais elle doit probablement être située après 1557, année pour laquelle un certain Gielis van den Bossche est mentionné en tant qu'ouderman (ancien juré) de la guilde des peintres de Bruxelles.

## Œuvre
Les tableaux David et Abigaïl et Salomon et Bethsabée, vendus par la galerie Fischer de Lucerne en 1955 et aujourd'hui conservés dans des collections particulières, constituent très certainement les volets du retable de Bois-le-Duc réalisés par Panhedel entre 1521 et 1523.

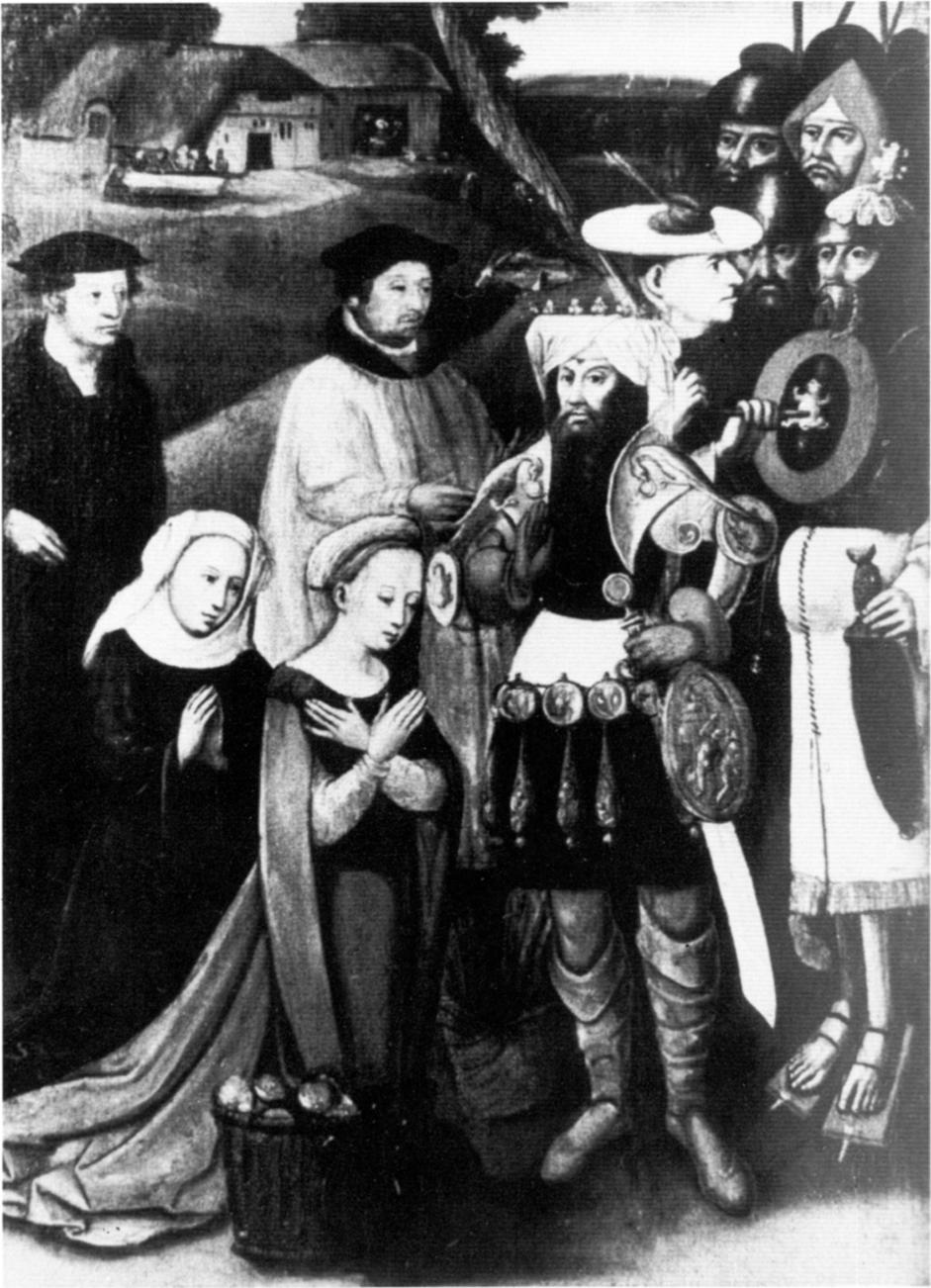
David et Abigaïl (1521-1523)
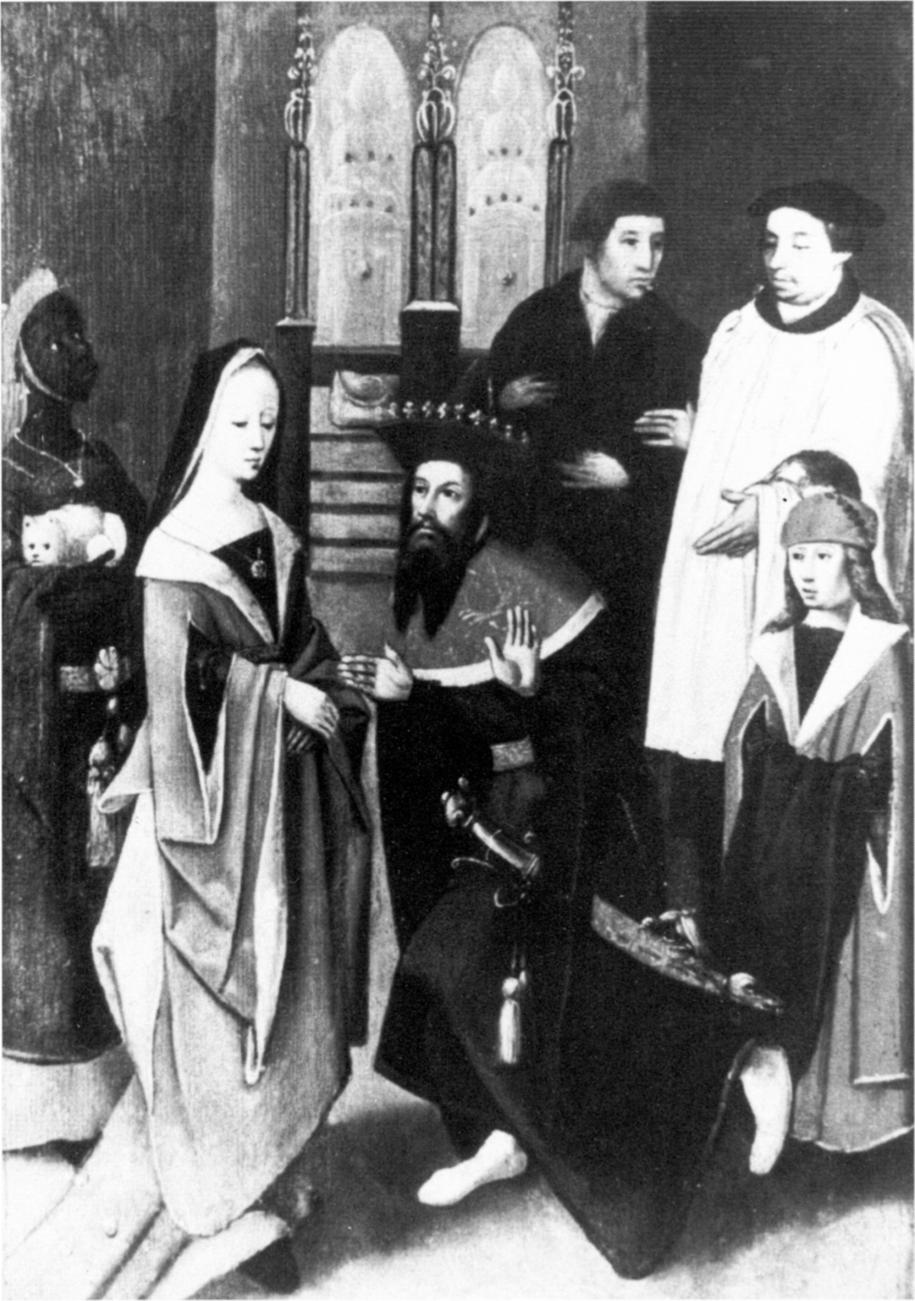
Salomon et Bethsabée (1521-1523)

Frédéric Elsig estime que le commanditaire représenté à l'extrême gauche du premier panneau pourrait être Marten de Greve, oncle de l'épouse de l'artiste.
Comme ces volets et le tableau d'Anderlecht sont les seules œuvres documentées de l'artiste, toutes les autres propositions d'attribution restent hypothétiques.

### Hypothèses d'attribution
Selon Frédéric Elsig, Panhedel pourrait avoir été l'auteur de nombreux tableaux auparavant considérés comme des œuvres de jeunesse de Bosch. Depuis les Comentarios de la pintura (vers 1560) de Felipe de Guevara, il est en effet admis que Bosch a eu de nombreux suiveurs et imitateurs. Guevara évoque notamment un « disciple » qui n'aurait pas hésité à utiliser la signature du maître. Selon Fritz Koreny, ce « disciple » aurait été actif dès la première décennie du XVIe siècle : il ne peut donc s'agir de Panhedel, qui a travaillé auprès de Bosch dans les années 1510-1516.
La Fuite en Égypte du château de Sternberg a été attribuée à Panhedel par Paul Vandenbroeck. Elsig rejette toutefois cette hypothèse, car l’œuvre, stylistiquement proche de l'art du Maître de la légende de sainte Barbe (en) (généralement identifié avec Aert Panhedel), semble dater d'avant 1510. Vandenbroeck a également avancé le nom de Panhedel à propos d'une Vierge à l'Enfant (Gand, collection privée). Or, selon Elsig, ce dernier tableau serait également antérieur à 1510 et dû à un autre élève ou collaborateur de Bosch, le Maître du Jugement dernier de Bruges, qui pourrait être Anthonis van Aken (v.1478-1516), neveu du maître.

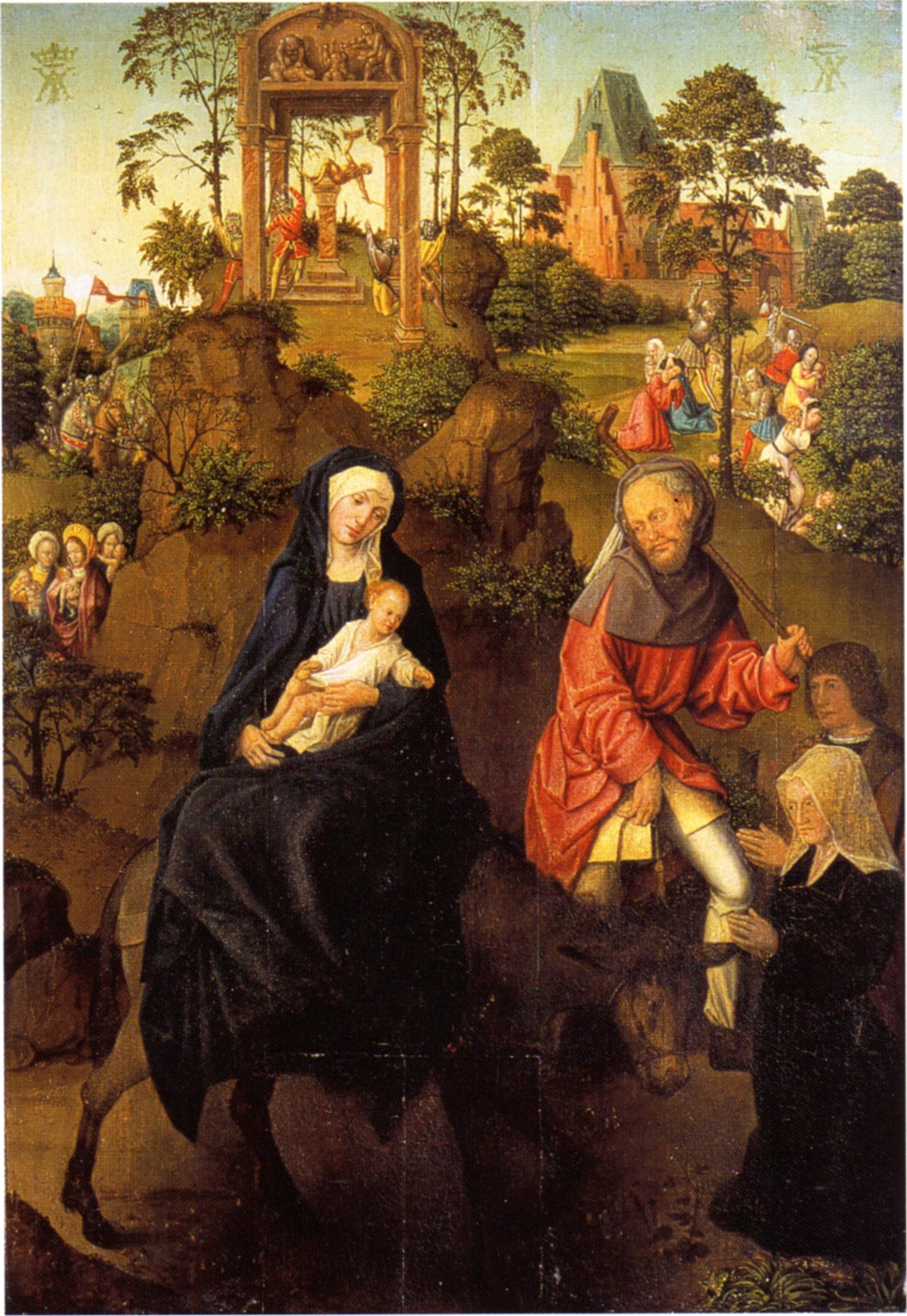
La Fuite en Égypte (avant 1510)
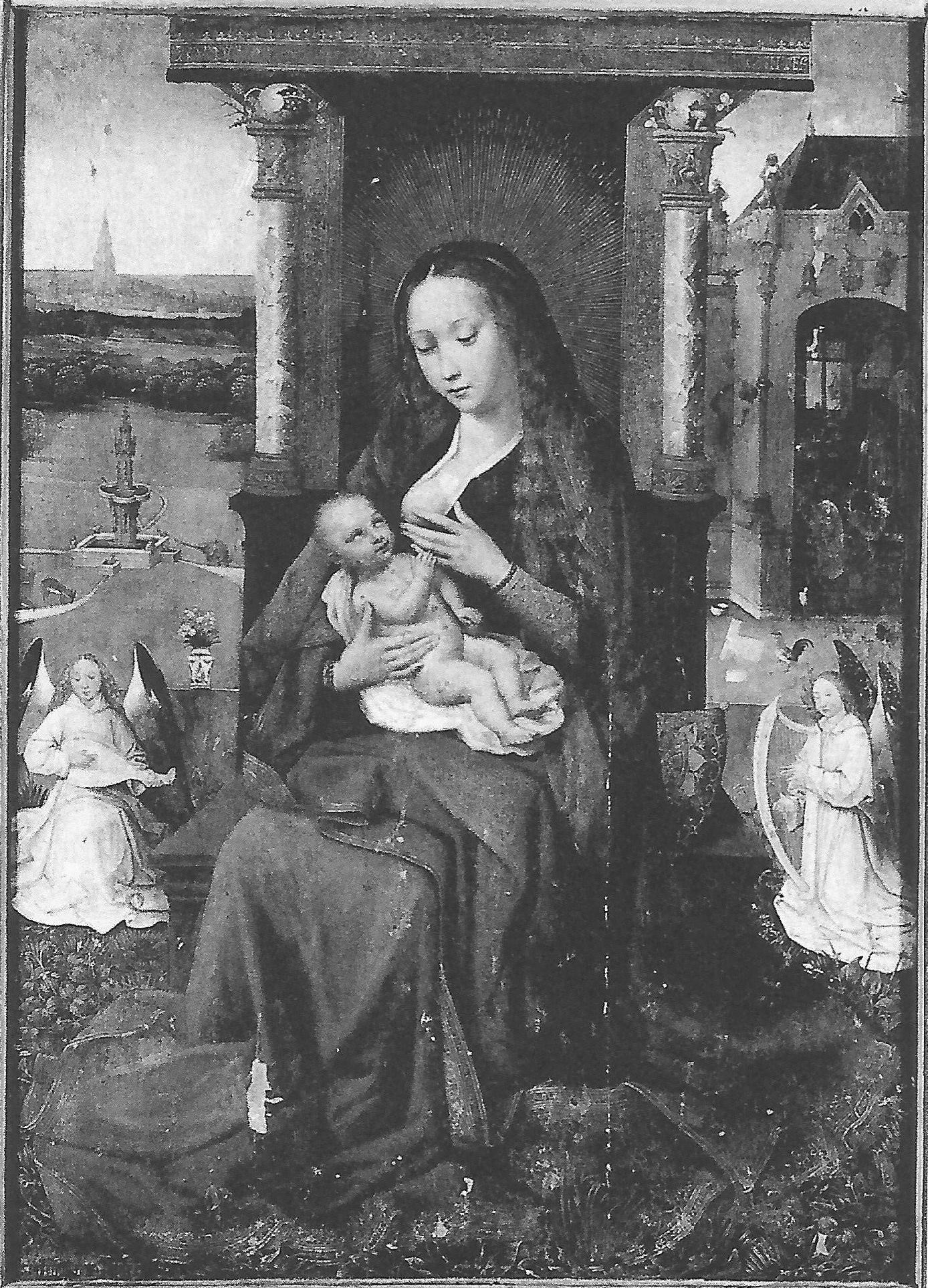
Vierge à l'Enfant (vers 1505-1510)

Elsig propose de rapprocher les panneaux de Lucerne, caractérisés par une composition assez plate et par une interprétation assez rigide et archaïsante de l'art de Bosch, de deux œuvres autrefois attribuées au maître de Bois-le-Duc : L'Escamoteur de Saint-Germain-en-Laye, qu'il date des années 1510, et Les Noces de Cana de Rotterdam, panneau aujourd'hui daté du milieu du XVIe siècle grâce à une analyse dendrochronologique. Entre ces deux réalisations, des œuvres telles qu'une version du Concert dans l'œuf (collection Balny d'Avricourt), Le Christ et la femme adultère du Philadelphia Museum of Art (années 1520) ou Le Christ parmi les docteurs (collection du château d'Opočno), exécuté vers 1540, pourraient avoir été peintes par le même auteur. Souvent considérée comme une réplique tardive d'un original perdu de Bosch, la Nativité de Cologne pourrait être, selon Elsig, un autre tableau de Panhedel, contemporain des Noces de Cana (donc peu avant 1560).
Datée par dendrochronologie d'après 1555-1561, une variante du Christ parmi les docteurs faisant parmi des collections du Louvre pourrait également avoir été peinte par Gielis van den Bossche.

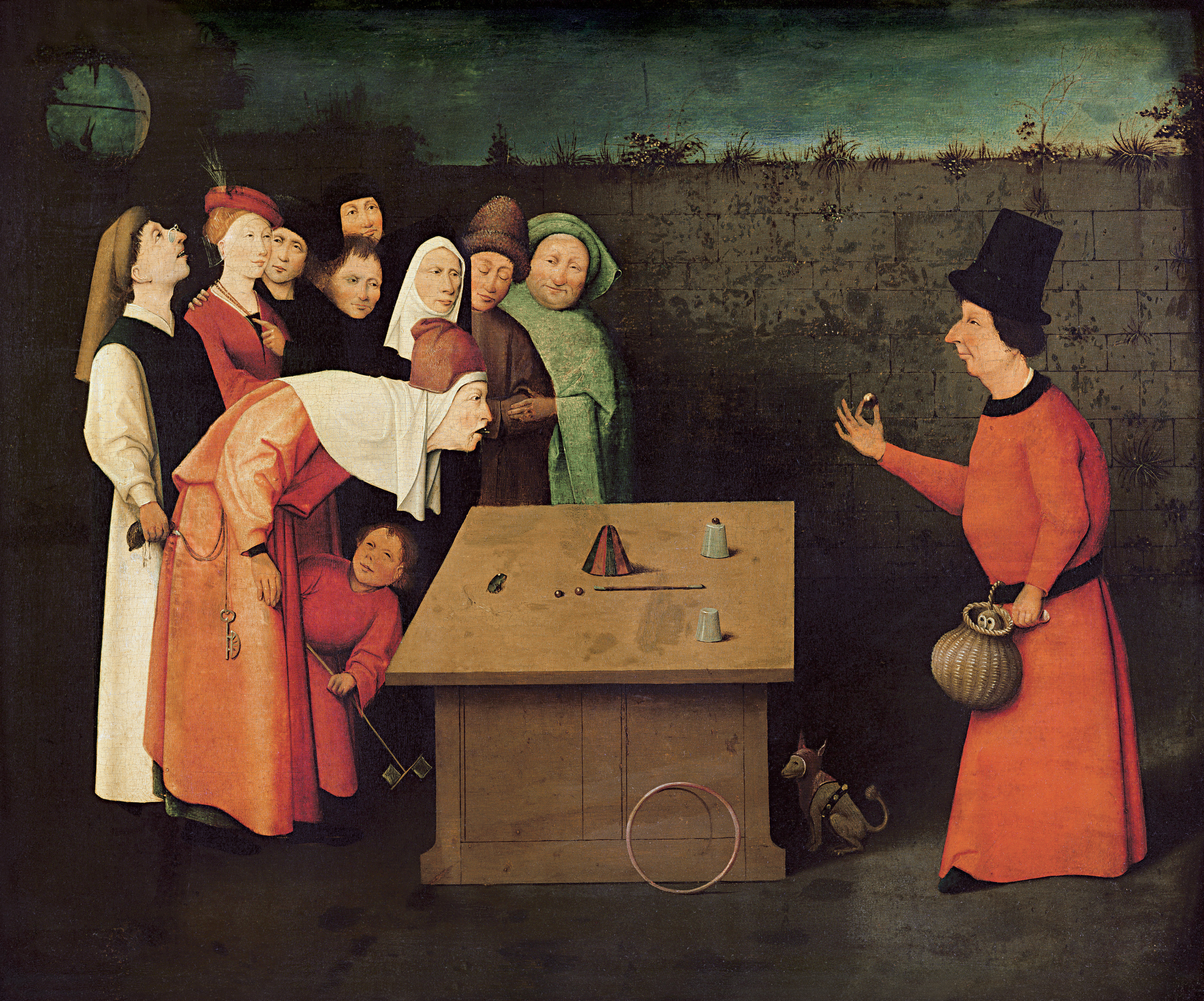
L'Escamoteur (années 1510)
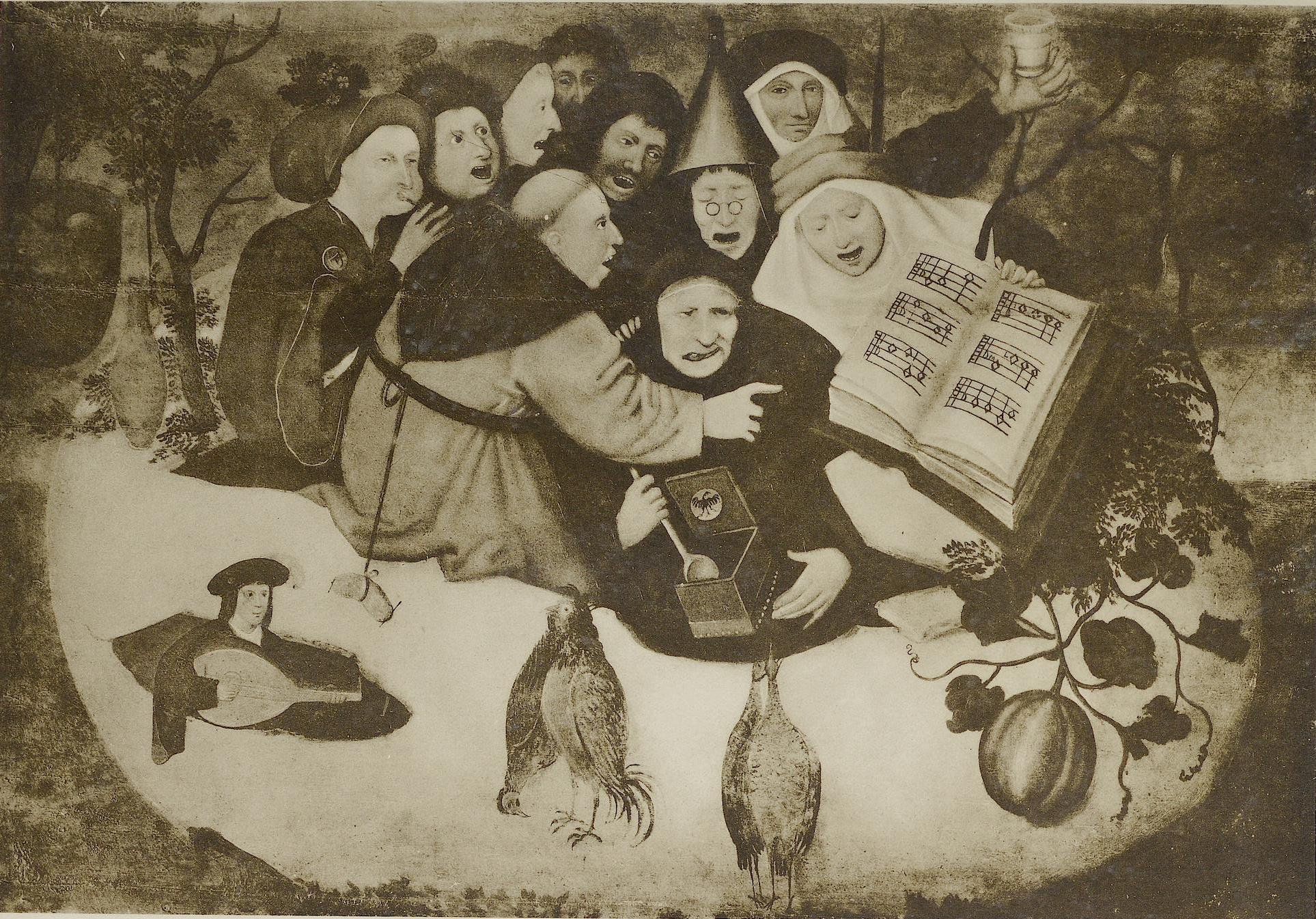
Le Concert dans l'œuf (années 1510)
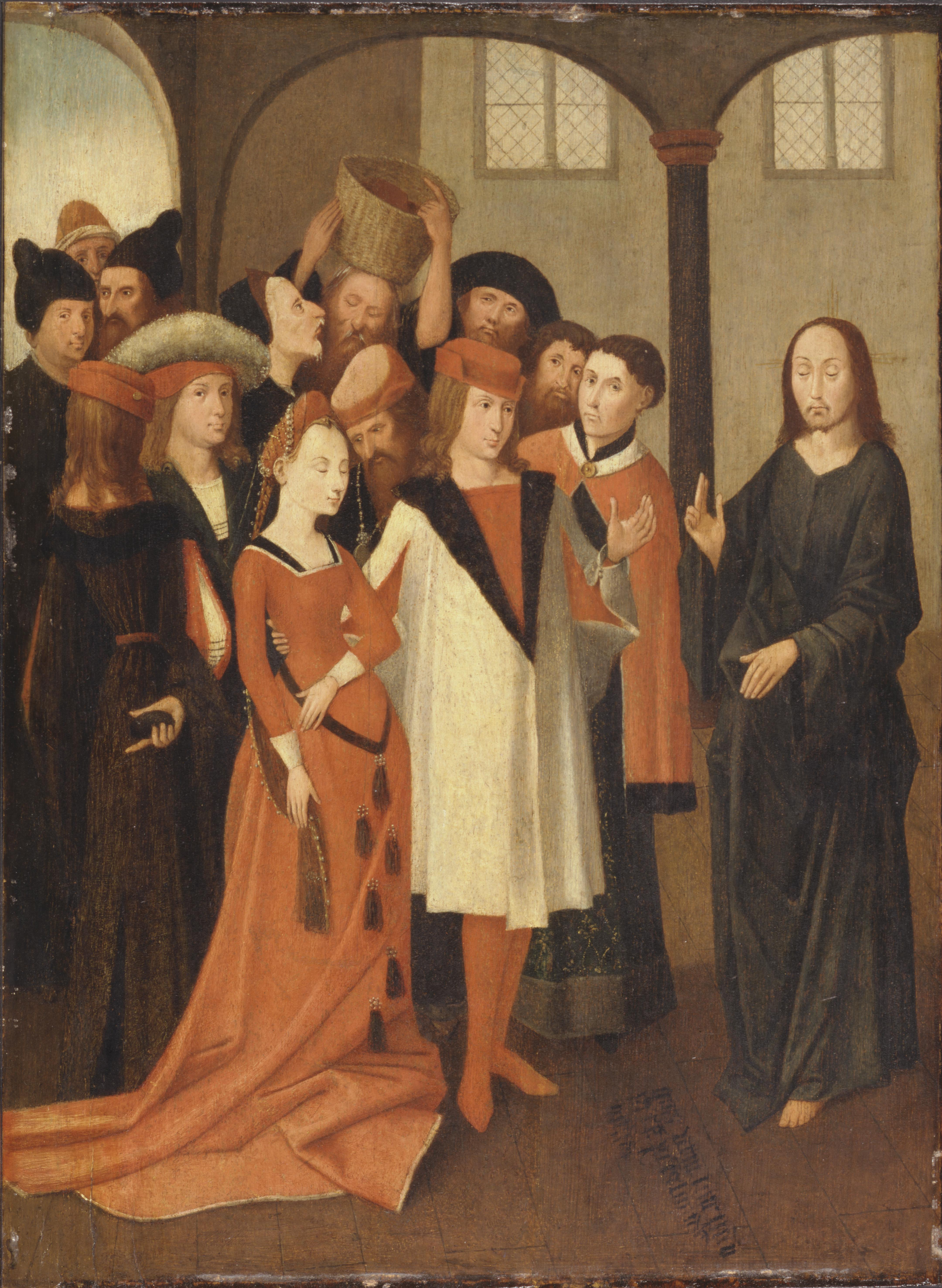
Le Christ et la femme adultère (années 1520)
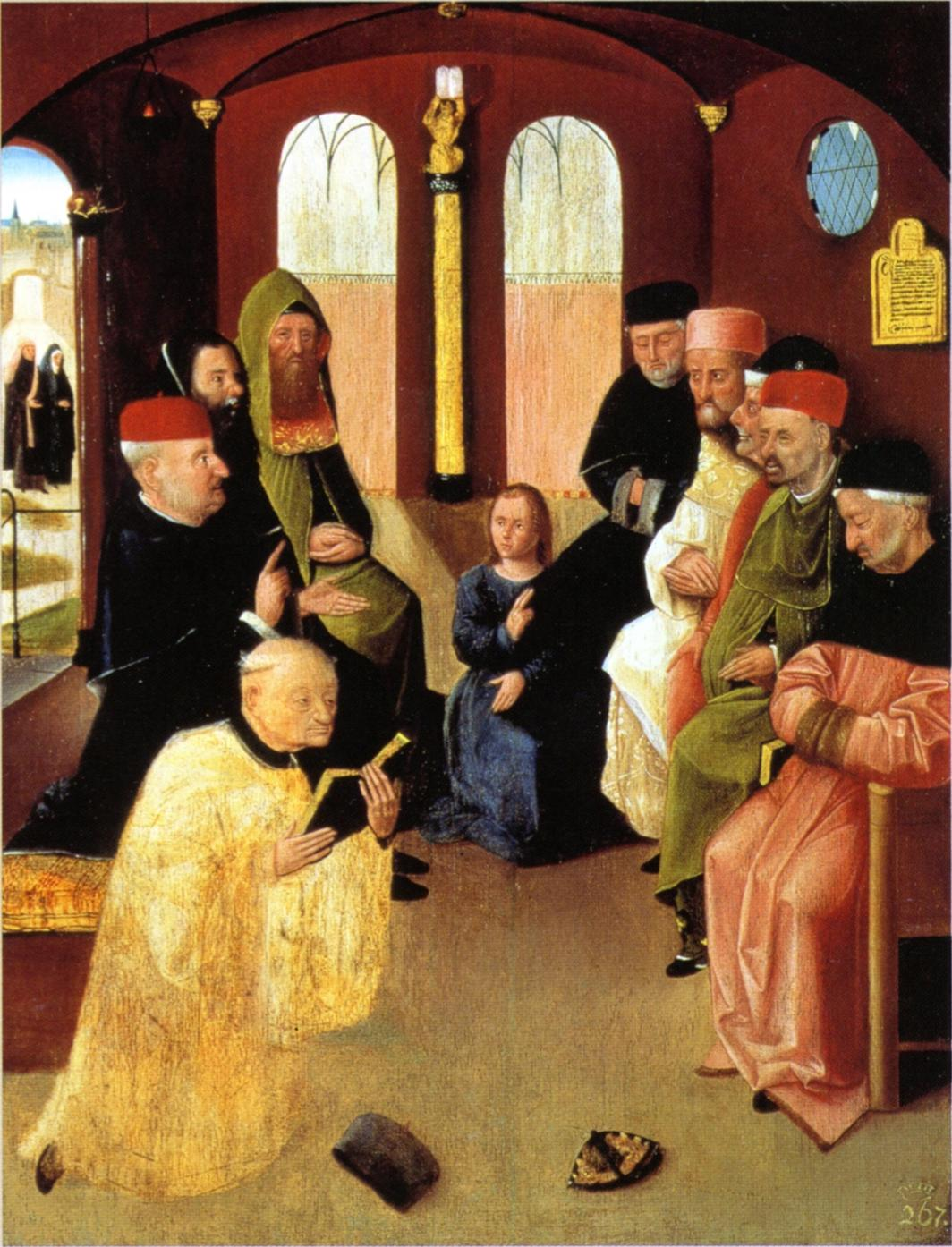
Le Christ parmi les docteurs (vers 1540)
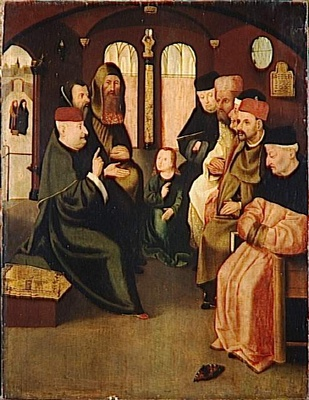
Version du Louvre (après 1555)
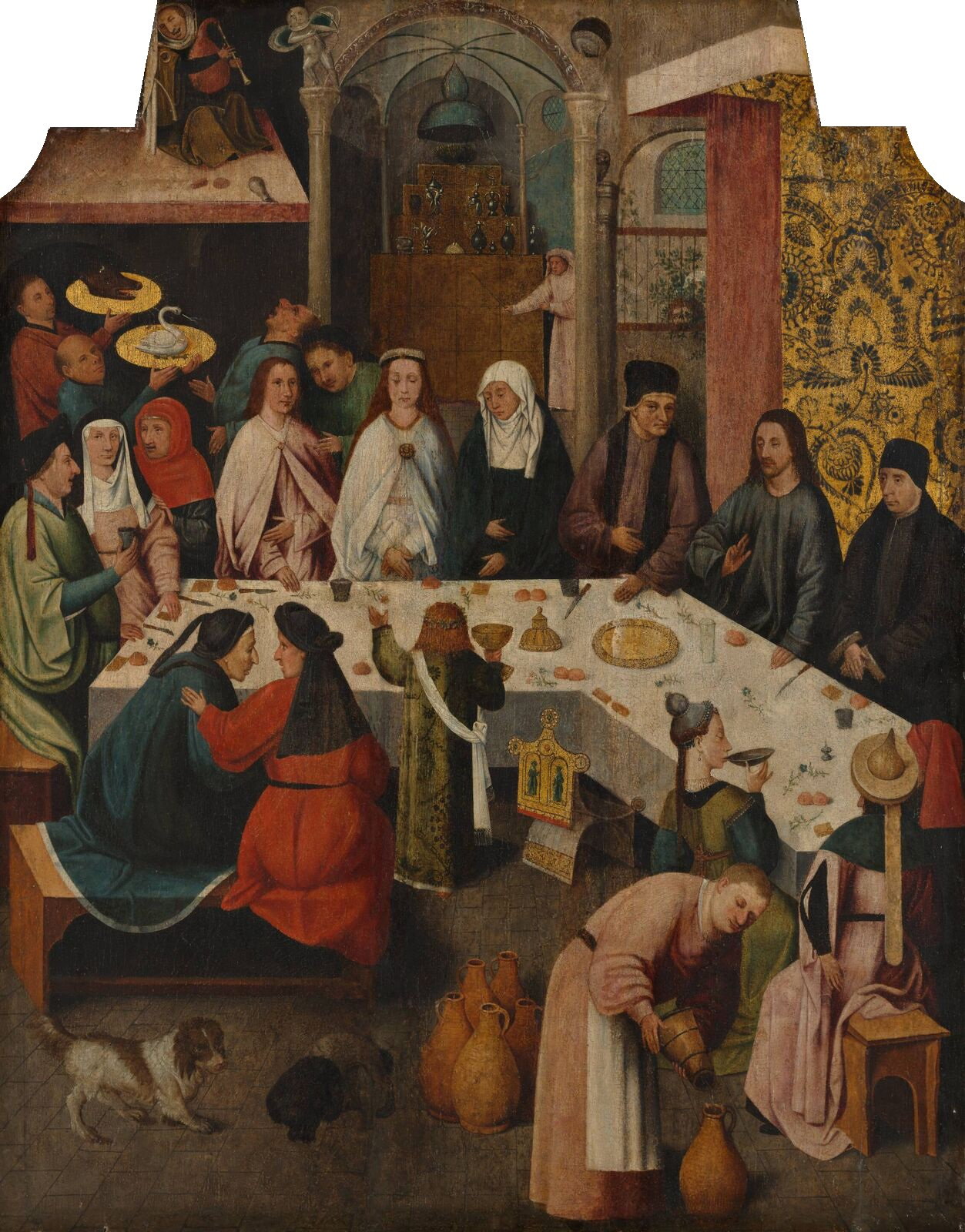
Les Noces de Cana (années 1550)
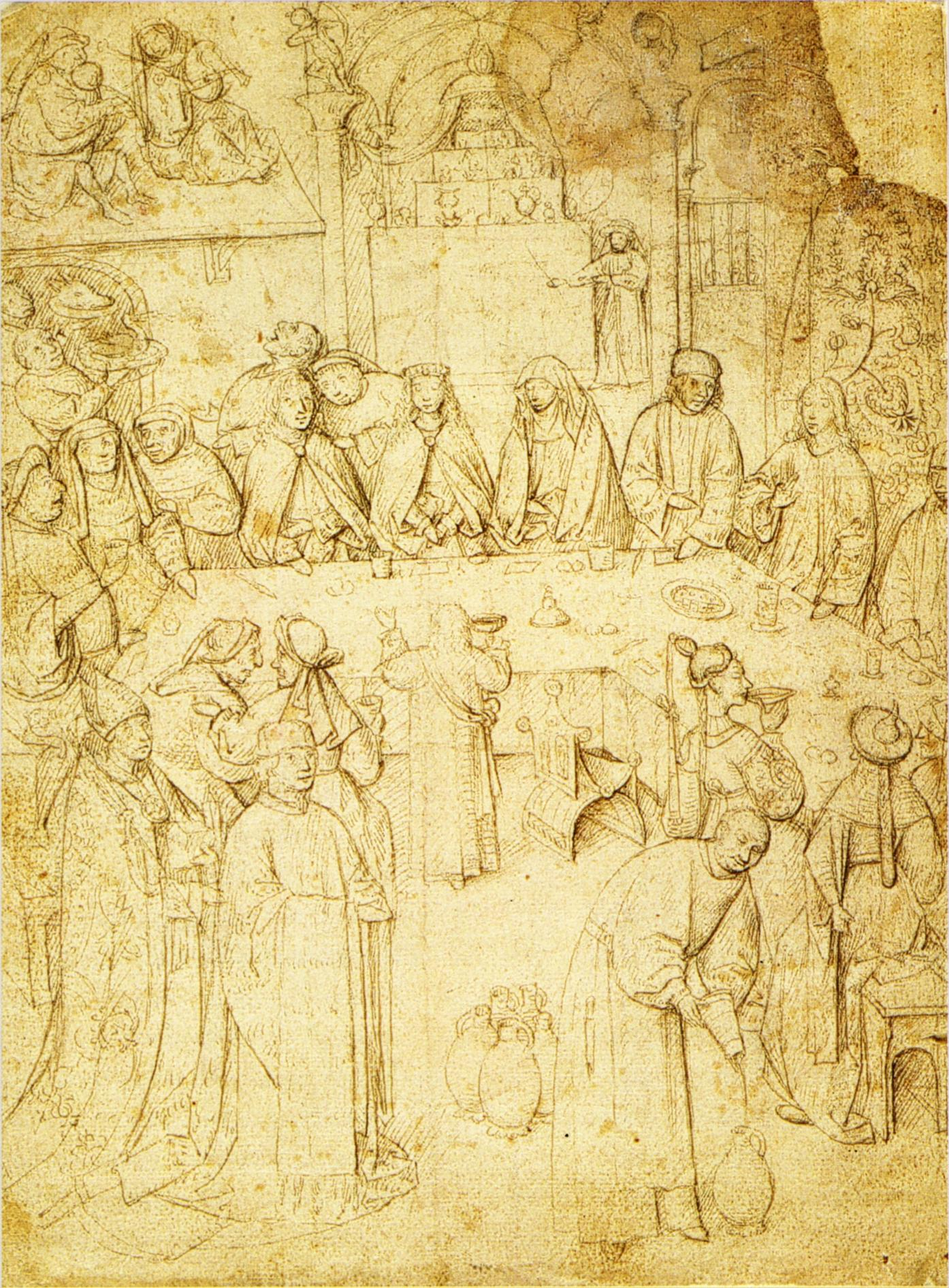
Dessin du Louvre
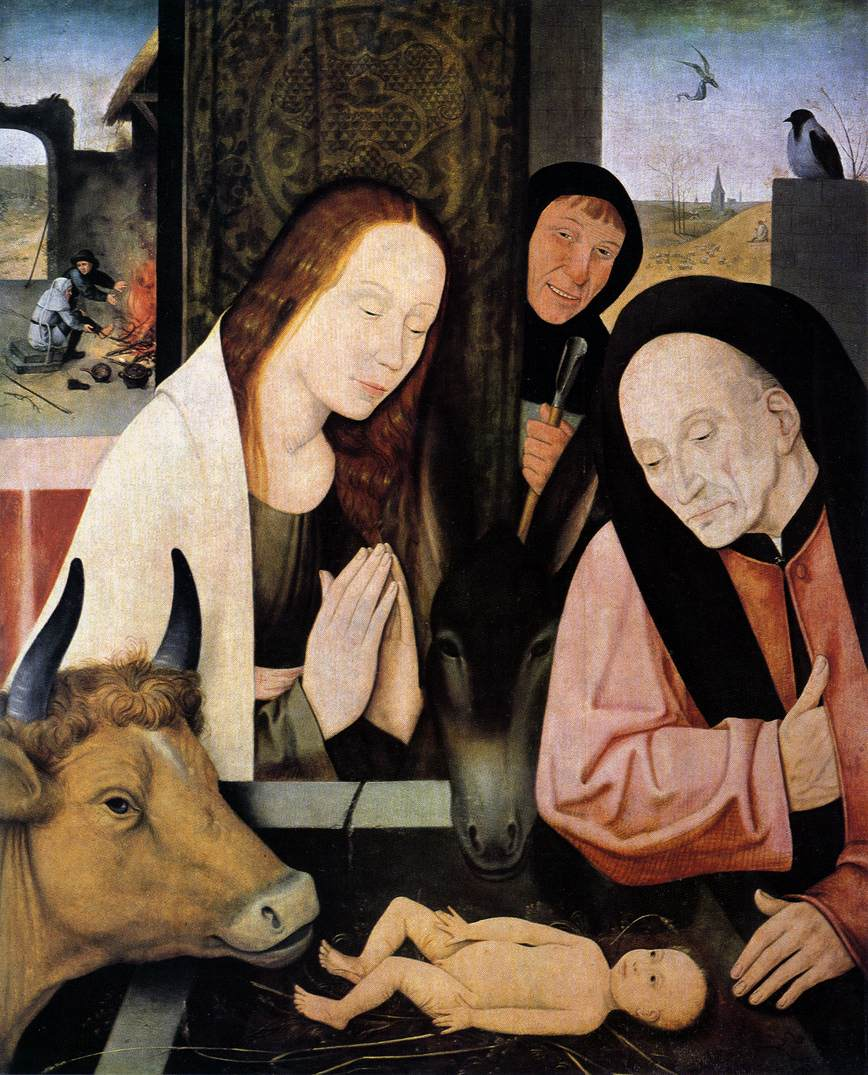
Nativité (années 1550)

Sur la base des archives attestant de l'activité de Panhedel au service de la paroisse Saint-Pierre d'Anderlecht, l'équipe du BRCP propose de lui attribuer le retable de L'Adoration des mages provenant de cette même église et conservé au musée de la maison d'Érasme. Ce triptyque du premier quart du XVIe siècle est en lien direct avec l'atelier de Bosch, comme en témoigne la scène de la danse du veau d'or représentée sur l'écu brodé de la manche du roi-mage noir : l'idole y est placée sur une colonne, comme sur le dessin sous-jacent de la Tentation de saint Antoine de Lisbonne, où Bosch a finalement recouvert la colonne par une colline lors de l'exécution finale du panneau.

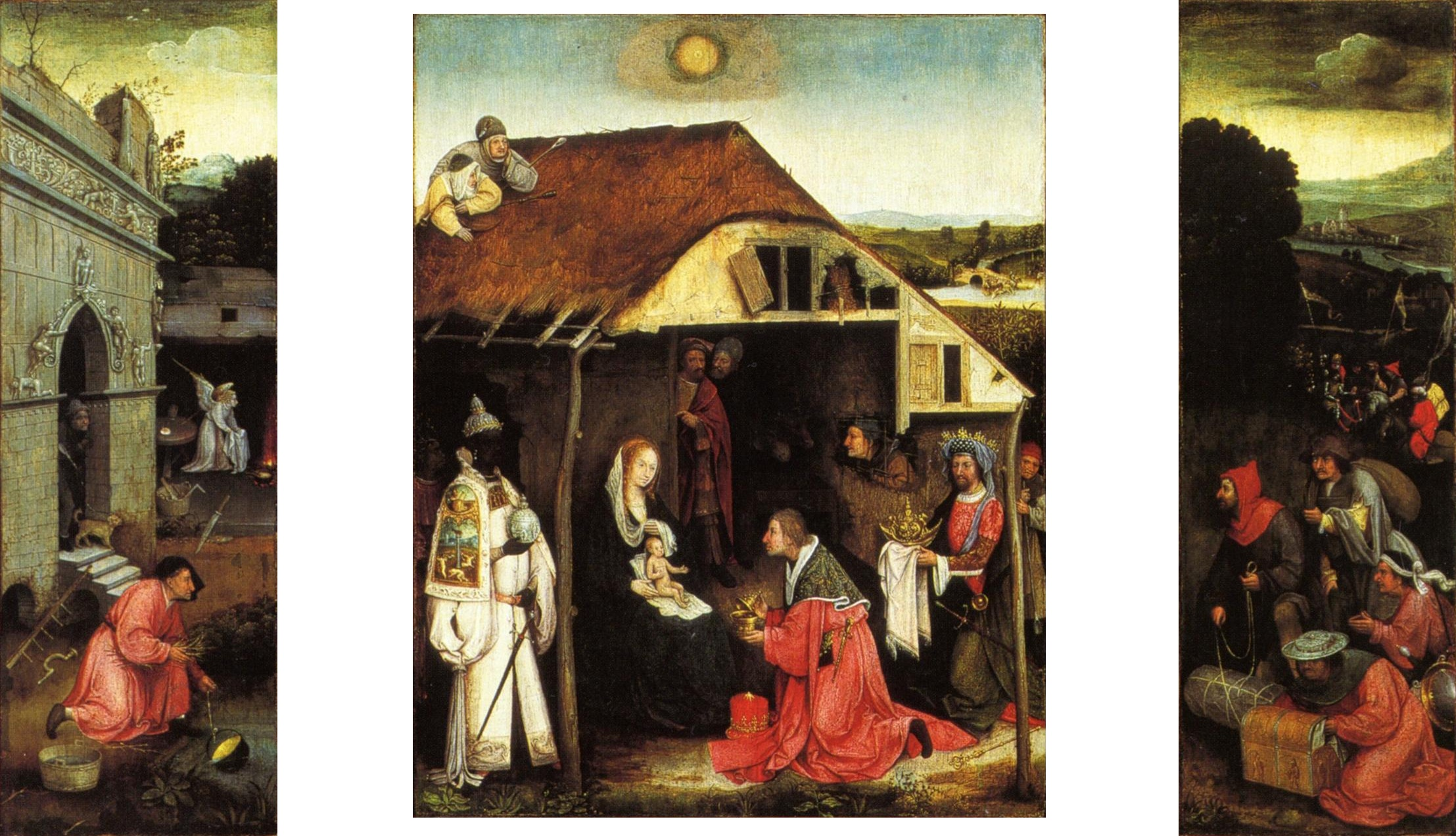
Triptyque de L'Adoration des mages d'Anderlecht (premier quart du XVIe siècle)